# Kanton Montpellier - Castelnau-le-Lez
Der Kanton Montpellier - Castelnau-le-Lez ist seit 2015 ein französischer Wahlkreis im Arrondissement Montpellier, im Département Hérault und in der Region Okzitanien.

## Gemeinden
Der Kanton besteht aus fünf Gemeinden und Gemeindeteilen mit insgesamt 68.494 Einwohnern (Stand: 1. Januar 2022) auf einer Gesamtfläche von 34,22 km²:
| Gemeinde                              | Einwohner 1. Januar 2022 | Fläche km² | Dichte Einw./km² | Code INSEE | Postleitzahl               |
| ------------------------------------- | ------------------------ | ---------- | ---------------- | ---------- | -------------------------- |
| Castelnau-le-Lez                      | 25.404                   | 11,18      | 2.272            | 34057      | 34170                      |
| Clapiers                              | 6.010                    | 7,69       | 782              | 34077      | 34830                      |
| Jacou                                 | 6.964                    | 3,43       | 2.030            | 34120      | 34830                      |
| Montferrier-sur-Lez                   | 4.117                    | 7,70       | 535              | 34169      | 34980                      |
| Montpellier                           | 25.999                   | 4,22       | 6.161            | 34172      | 34000, 34070, 34080, 34090 |
| Kanton Montpellier - Castelnau-le-Lez | 68.494                   | 34,22      | 2.002            | 3420       | –                          |

1. ↑   Nur der nordöstlichen Teil der Gemeinde, der Rest verteilt sich auf die Kantone Montpellier-1, Montpellier-2, Montpellier-3, Montpellier-4 und Montpellier-5.